# Alibertia oligantha
Alibertia oligantha är en måreväxtart som beskrevs av Karl Moritz Schumann. Alibertia oligantha ingår i släktet Alibertia och familjen måreväxter. Inga underarter finns listade i Catalogue of Life.